# HD35298
HD35298 — хімічно пекулярна зоря спектрального класу B6, що має видиму зоряну величину в смузі V приблизно 7,9.
Вона  розташована на відстані близько 1772,6 світлових років від Сонця.

## Фізичні характеристики
Телескоп Гіппаркос зареєстрував фотометричну змінність  даної зорі з періодом    1,85 доби в межах від  Hmin= 7,91 до  Hmax= 7,84.

## Пекулярний хімічний вміст
HD35298 належить до Хімічно пекулярних зір з пониженим вмістом гелію 
й в її  зоряній атмосфері спостерігається нестача He у порівнянні з його вмістом в атмосфері Сонця.

## Магнітне поле
Спектр даної зорі вказує на наявність магнітного поля у її зоряній атмосфері.
Напруженість повздовжної компоненти поля оціненої з аналізу
крил ліній Бальмера
становить 2275,9± 443,3 Гаус.